# Karl Beurlen
Karl Beurlen est un géologue et un paléontologue allemand, né le 17 avril 1901 à Aalen et mort le 27 décembre 1985 à Tübingen.

## Biographie
Marqué par l'influence de son père, qui enseignait les mathématiques et les sciences naturelles, et de son père, théologie et surtout géologue amateur, Beurlen s'intéresse très tôt à l'histoire naturelle.
Il fait ses études à l'université de Tübingen, notamment de géologie de 1919 à 1923 et y obtient son doctorat de sciences naturelles en 1923. Sa thèse porte sur les ammonites du Jurassique supérieur de l'Allemagne méridionale.
Après avoir enseigné deux ans à Tübingen, il s'installe en 1925 à Königsberg où il travaille comme assistant à l'Institut de géologie de l'université de la ville.
En  1934, il obtient un poste de professeur de géologie et de paléontologie à l'université de Kiel. En 1941, il occupe la chaire de paléontologie et de stratigraphie à l'université de Munich.
De 1937 à 1945, il dirige par ailleurs la section du conseil de la Recherche du Reich (Reichsforschungsrat) concernant les domaines géologie, minéralogie, et géophysique, avec pour tâche d'accroître le potentiel d'exploitation et la quantité des ressources naturelles à disposition du Reich.
Pour compenser son retard en matière scientifique, le Brésil commence à inviter des scientifiques européens à venir y travailler. C'est ainsi que Beurlen arrive au Brésil en mai 1950, après avoir subi le processus de dénazification. Outre ses recherches sur le terrain, il enseigne, à partir de 1957, à l'université de Recife. Son enseignement joue un grand rôle dans l'essor de la géologie brésilienne, et il travaille notamment beaucoup sur la formation de Santana. Il retourne en Allemagne en 1969.